# Jean Rouaud

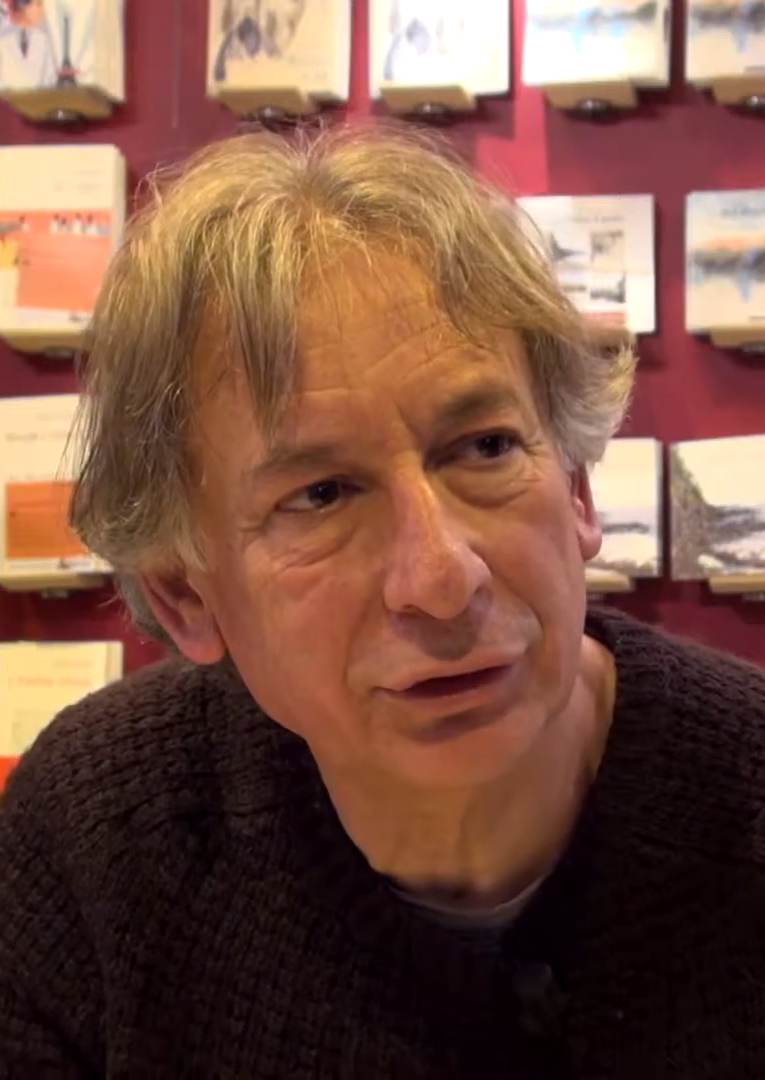
Jean Rouaud (2015)

Jean Rouaud (* 13. Dezember 1952 in Campbon in der Nähe von Nantes) ist ein französischer Schriftsteller.
Er lebt in Campbon. Im Mittelpunkt seiner Werke steht die eigene Familiengeschichte.

## Werke
- Übers. Carina von Enzenberg, Hartmut Zahn: Die Felder der Ehre. Roman. Piper, 1993
- Übers. Carina von Enzenberg, Hartmut Zahn:  Hadrians Villa in unserem Garten. Roman. Piper, 1994 (Des hommes illustres)
- Übers. Carina von Enzenberg, Hartmut Zahn: Die ungefähre Welt. Roman. Piper, 1997
- Übers. Josef Winiger: Der Porzellanladen. Roman. Piper, 2000 ISBN 3-492-04114-0
- Übers. Josef Winiger: Meine alten Geliebten. Roman. Piper, 2002 ISBN 3-492-27031-X
- Übers. Elsbeth Ranke[1]: Schreiben heißt, jedes Wort zum Klingen bringen. Ein Credo. SchirmerGraf, 2004 ISBN 3-86555-012-6
- Übers. Giò Waeckerlin-Induni: Der Steinzeitzircus. Piper, 1999

## Auszeichnungen
- Prix Goncourt (1990) für Die Felder der Ehre (Les Champs d'honneur)
- André-Gide-Preis (2004) für La désincarnation und seine Übersetzerin Elsbeth Ranke (u.d.T.  Schreiben heißt, jedes Wort zum Klingen bringen)

## Film
Erzähltes Land, In der südlichen Bretagne, Der Schriftsteller Jean Rouaud, ein Film von Vera Botterbusch, 45 Min., BR 2001

## Notizen
1. ↑  Ranke in der Übersetzer-Datenbank des VdÜ, 2019

| Personendaten    | Personendaten                |
| ---------------- | ---------------------------- |
| NAME             | Rouaud, Jean                 |
| KURZBESCHREIBUNG | französischer Schriftsteller |
| GEBURTSDATUM     | 13. Dezember 1952            |
| GEBURTSORT       | Campbon bei Nantes           |